# 拟缺刻乌头
拟缺刻乌头（学名：Aconitum sinonapelloides）为毛茛科乌头属下的一个种。

## 扩展阅读
- 維基物種上的相關：拟缺刻乌头